# Menzingen
Menzingen est une commune suisse du canton de Zoug.

## Géographie

Photo aérienne (1948).

Selon l'Office fédéral de la statistique, Menzingen mesure 27,5 km2. La commune est située dans le canton de Zoug.

## Démographie
Selon l'Office fédéral de la statistique, Menzingen compte 4 615 habitants fin 2022. Sa densité de population atteint 168 hab./km2.
Le graphique suivant résume l'évolution de la population de Menzingen entre 1850 et 2008 :

## Sécurité
La commune accueille sur son territoire l'établissement pénitentiaire de Bostadel,. Opérée conjointement par les cantons de Zoug et de Bâle-Ville, la prison sert à l'incarcération de détenus masculins purgeant des peines d'emprisonnement ou un internement. Depuis 2013, la capacité de l'établissement est de 120 places.

## Culture et patrimoine

### Héraldique
| Blason | Blasonnement : D'argent à trois sapins de sinople sur un mont de trois coupeaux du même. |

### Personnalités liées à la commune
- Serafin Schön, Prêtre catholique Franciscain et artiste peintre du monastère de Trsat à Rijeka en Croatie, né à Menzingen en 1560.